# ABC电视
ABC电视是澳大利亚广播公司自1956年起开始的电视服务。作为澳大利亚国有的公共电视台，ABC电视向澳大利亚国内提供四个非商业性电视频道，以及一个部分广告资助的对外频道。ABC电视是澳大利亚国内五个可免费收看的电视网络之一。

## 历史
ABC电视的历史可以追溯至公元1953年。当时澳大利亚联邦的电视广播法令刚刚获得通过，为ABC电视和其他商业电视网络提供了最初的规管框架。接下来的三年里，一个引进国家级电视广播服务的计划开始形成——政府在悉尼和墨尔本购置了专门的录音室和转播室所需要的土地，并从澳大利亚国外聘请了专门的人员进行辅助培训。

## 服务所及频道号和名称
| 频道号 | 服务称呼         | 清晰度     | 备注                                                                            |
| ------ | ---------------- | ---------- | ------------------------------------------------------------------------------- |
| 2、21  | ABC              | 720x576i   | 该频道占用两个频道号。                                                          |
| 20     | ABC HD           | 1280x1080i | 使用 MPEG4 编码， 于2016年12月6日升级至高清制式，内容与频道号为2、21的ABC无异。 |
| 22     | ABC 2 / ABC Kids | 720x576i   | 日间播出适学龄前儿童收看的节目，每日七点以后播出适合成年人观看的其他娱乐节目。  |
| 23     | ABC ME           | 720x576i   | 无广告，播出时间为早间六点至夜间九点，节目内容针对于学龄儿童和青少年。          |
| 24     | ABC NEWS         | 720x576i   | 曾使用高清制式播出，于2016年12月6日降回标清制式播出以配合ABC HD的上线。         |
| 200    | Double J         |            | 广播频率                                                                        |
| 201    | ABC JAZZ         |            | 广播频率                                                                        |

以上服务均通以地面数字电视形式提供给全国的电视、广播用户，同时以上所有服务亦通过免费电视卫星VAST提供给使用者。